# Volvo Trucks Tuve
Volvo Trucks Tuve (VTT) är Volvos sammansättningsfabrik i Tuve, Göteborg. I fabriken bygger man lastbilarna Volvo FH samt Volvo FM och man bygger även rambalkarna till Volvos alla modeller och fabriker här, däribland Renault Trucks och Mack Trucks. Ursprungligen var fabriksbyggnaden en lagerlokal men när Volvo växte blev Lundbyfabriken för liten. Tuvefabriken satsar på att bli Sveriges första fabrik med nollprocentiga utsläpp från produktionen.[källa behövs] Paketeringen för utlandet ligger också här och dess uppgift är att packa ihop alla lastbilsdelar i en container för vidare transport till sammansättningsfabrikerna runt om i världen.